# Nagy-Koksaga
A Nagy-Koksaga (oroszul: Большая Кокшага, mari nyelven:  Кугу Какшан) folyó Oroszország európai részén, a Volga bal oldali mellékfolyója.

## Földrajz
Hossza: 297 km, vízgyűjtő területe: 6330 km².
A Kirovi terület délnyugati részén és Mariföld nyugati felén folyik déli, délkeleti irányban. A Kirovi területen részben erdők nélküli vidéken, részben mocsaras fenyőerdőkön át, Mariföldön vegyes erdőkkel borított partok között halad. Alsó szakaszának partja is erősen mocsaras. A Volgán kialakított Kujbisevi-víztározóba ömlik, alig néhány kilométerrel a Kis-Koksaga torkolata alatt. Mariföld területén veszi fel legnagyobb, jobb oldali mellékfolyóját, a Nagy-Kundist (173 km).
November elejétől április közepéig befagy.
Partjai mentén városok nincsenek. Jelentősebb települések: a Kirovi területen Kiknur és Szancsurszk, Mariföldön a torkolatnál Koksajszk (kikötő a Kujbisevi-víztározón).
Középső szakaszán, Joskar-Olától 40 km-re nyugatra található a folyóról elnevezett természetvédelmi terület, melyet 1995-ben alakítottak ki.